# Solanum betaceum
Solanum betaceum, conhecido pelos nomes comuns tomate-de-árvore, tomate-arbóreo (do espanhol tomate de árbol), conhecido em espanhol em inglês como tamarillo (nome inventado na Nova Zelândia, um dos principais exportadores do fruto, para que soasse mais exótico) e também chamado, em português, tomate-maracujá, tomarilho, tomate-francês ou tomate-inglês é o fruto da espécie Solanum betaceum, pertencente à família Solanaceae.

## Descrição
Nativo dos Andes, na América do Sul, o tomate-de-árvore é rico em vitamina A, sendo indicada para controlar o colesterol. É apreciada ao natural e seu sabor agridoce também pode ser explorado com sucesso no preparo de sucos, geleias ou compotas, salada de frutas e molhos para acompanhar carnes.
A fruta é comercialmente cultivada na Nova Zelândia, na Califórnia e em Portugal. No Brasil, a fruta é cultivada em quintais, principalmente nos estados da Bahia, de Minas Gerais e de São Paulo. Na Bahia recebe o nome de "tomatão" e em São Paulo de "tomate-francês". Na região sul de Minas Gerais é popularmente conhecida como "tomate-de-árvore" ou "sangue-de-boi", enquanto mais ao norte do estado é conhecido também como "vinagre". No Paraná outro nome que ele recebe é o de "tomate-japonês". Em Portugal também é conhecida como "tomate-inglês" e "tomate-brasileiro".
Nasce em uma árvore de pequeno porte, que não requer cuidados especiais, mas que sofre bastante com as geadas pelo que necessita de ser protegida no Inverno. Propaga-se por sementes e por estacas dos ramos.

## Galeria

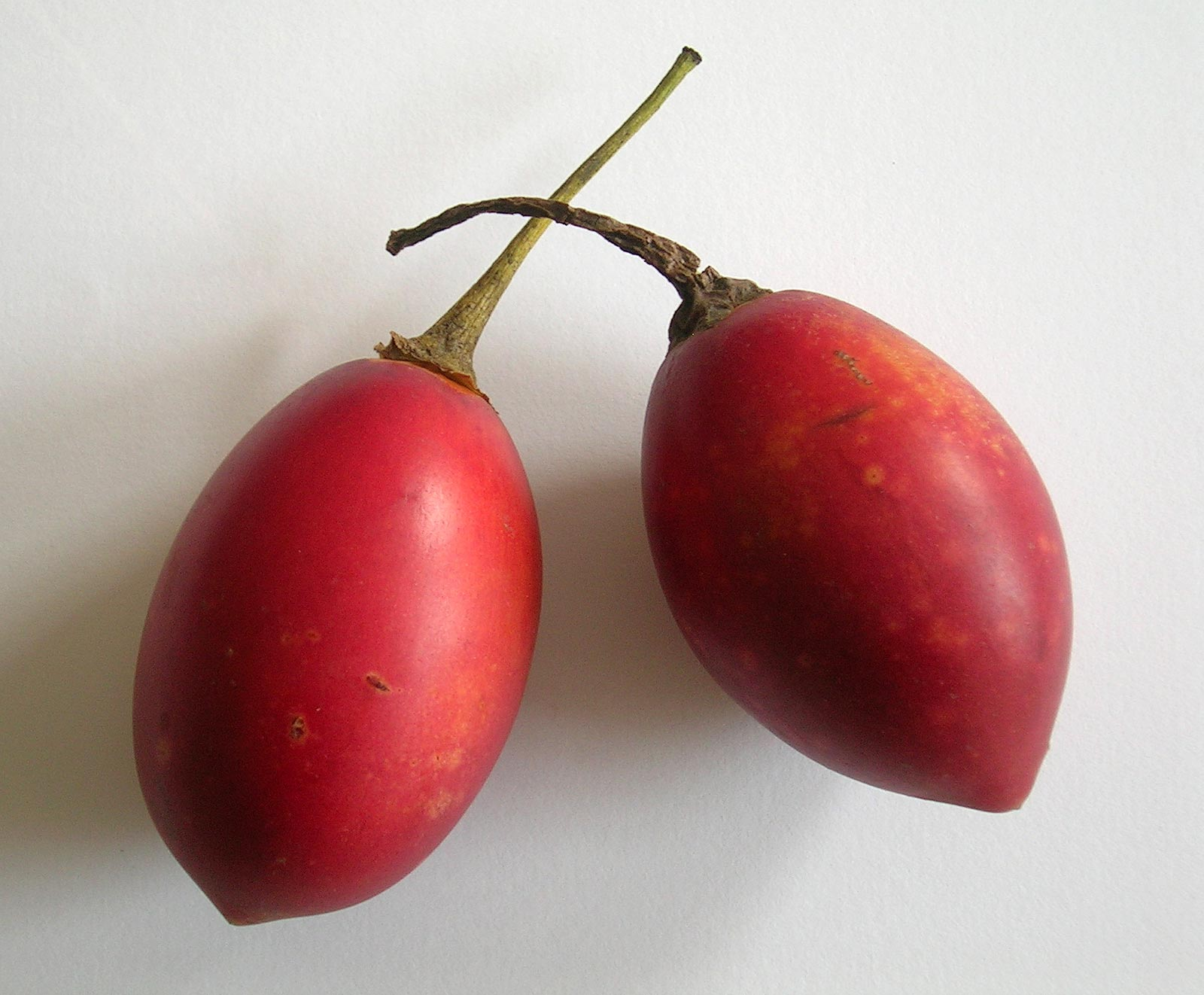
Dois tomates-de-árvores.
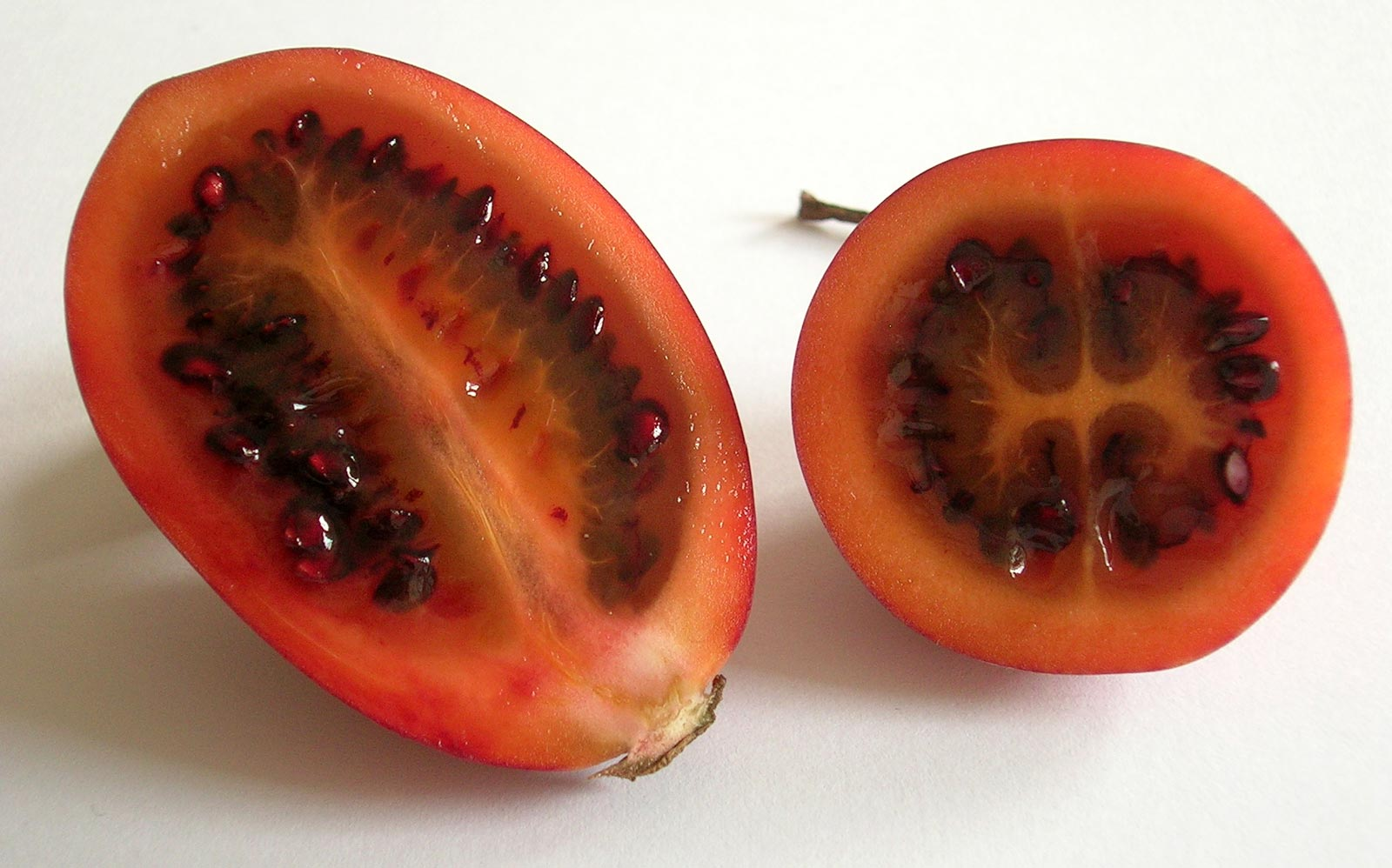
Tomates-de-árvores em cortes nos dois sentidos.